# فرهاد طهماسبی
 فرهاد طهماسبی، حقوق‌دان و سیاست‌مدار ایرانی و نمایندهٔ دورهٔ یازدهم و دوازدهم مجلس شورای اسلامی است. وی توانست در یازدهمین انتخابات مجلس شورای اسلامی با کسب 28 هزارو 847 رای از مجموع 80 هزارو 140 رای از حوزه انتخابی استهبان، نی‌ریز و بختگان انتخاب گردد.
 فرهاد طهماسبی، برای بار دوم با بیش از 33515 رای از مجموع 80 هزارو 75 رای  به عنوان نماینده مردم در مجلس شورای اِسلامی انتخاب گردید.

## سوابق
- نماینده مردم نیریز، استهبان و بختگان در مَجلس شورای اسلامی
- ریاست دادگستری نی‌ریز

- ریاست دادگستری شهرستان ارسنجان

- معاون قضایی رئیس کل دادگاه‌های عمومی و انقلاب شیراز
- سرپرست دادگاه‌های ویژه خانواده شیراز
- مستشار دادگاه‌های تجدید نظر استان فارس[۲]

## اقدامات
- اخذ مجوز ساخت کارخانه آهن اسفنجی در شهرستان بختگان
- تکمیل کارخانه فولاد سازی غدیر نیریز
- اخذ مجوز گندله سازی با ظرفیت سالانه 2/5 میلیون تن
- ساخت کارخانه آهک در شهرستان نیریز
- اخذ مجوز و خرید دستاگاه MRI شهرستان نیریز
- اخذ مجوز کارخانه فرو منگنز در شهرستان بختگان
- انتقال آب خلیج فارس به شهرستان نیریز
- انتقال آب خلیج فارس به شهرستان بختگان
- گاز رسانی به روستا های شهرستان استهبان
- گاز رسانی به روستا های شهرستان بختگان
- گاز رسانی به روستا های شهرستان نیریز
- آبرسانی به روستا های بخش مرکزی شهرستان نیریز
- تکمیل پروژه های ورزشی نیمه کاره
- احداث زمین چمن مصنوعی در روستا های حوزه انتخابیه
- اتصال روستا های شهرستان نیریز به اینترنت  پر سرعت
- جاده بنه کلاغی به بازرگان
- جاده دهمورد به بوانات
- جاده دهستان خیر به خرامه
- ثبت جهانی انجیر استهبان
- ثبت انجیرستان های استهبان به عنوان بزرگترین انجیرستان دیم جهان

## نگارخانه

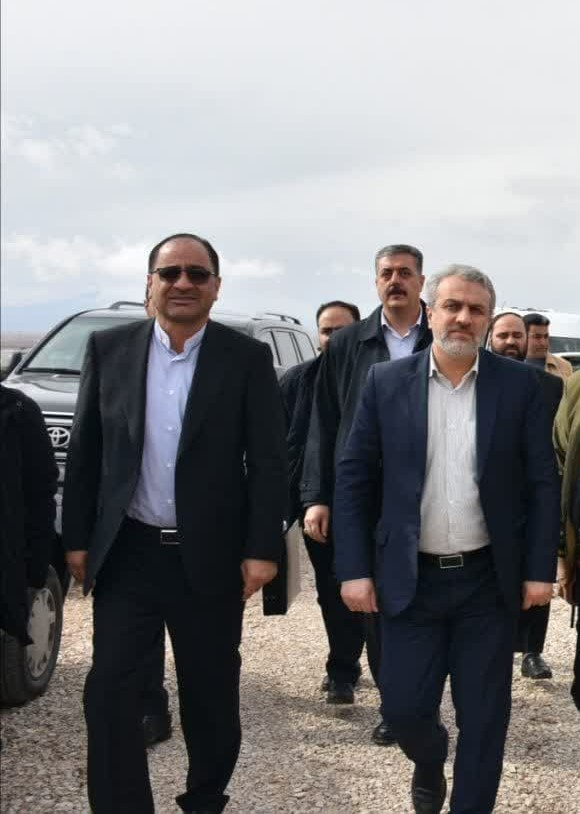
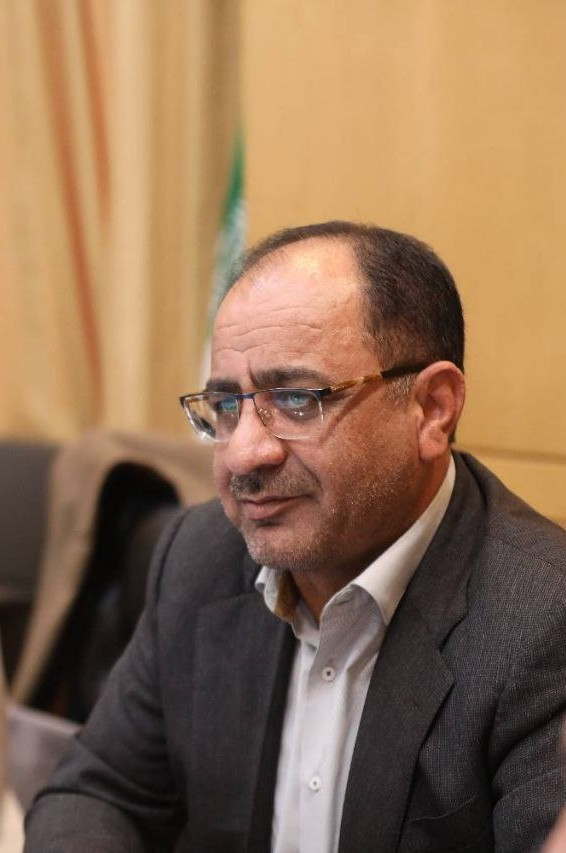